# インドニシキヘビ
インドニシキヘビ（学名：Python molurus）は、インド亜大陸と東南アジアの熱帯・亜熱帯地域に生息する大型のニシキヘビの一種。テンジクニシキヘビとも呼ばれる。近縁のビルマニシキヘビよりは小型だが、それでもヘビの中では最大級である。一般的にビルマニシキヘビよりも体色が薄く、体長は通常3 mを超える。

## 分類
スリランカの個体群は独特な模様を持ち、セイロンニシキヘビ(スリランカニシキヘビ) P. m. pimbura Deraniyagala、1945 という亜種とする場合もある。ビルマニシキヘビ（P. bivittatus）はインドニシキヘビの亜種とされていたが、2009年に形態的・地理的に異なるとして、独立種とされた。

## 形態

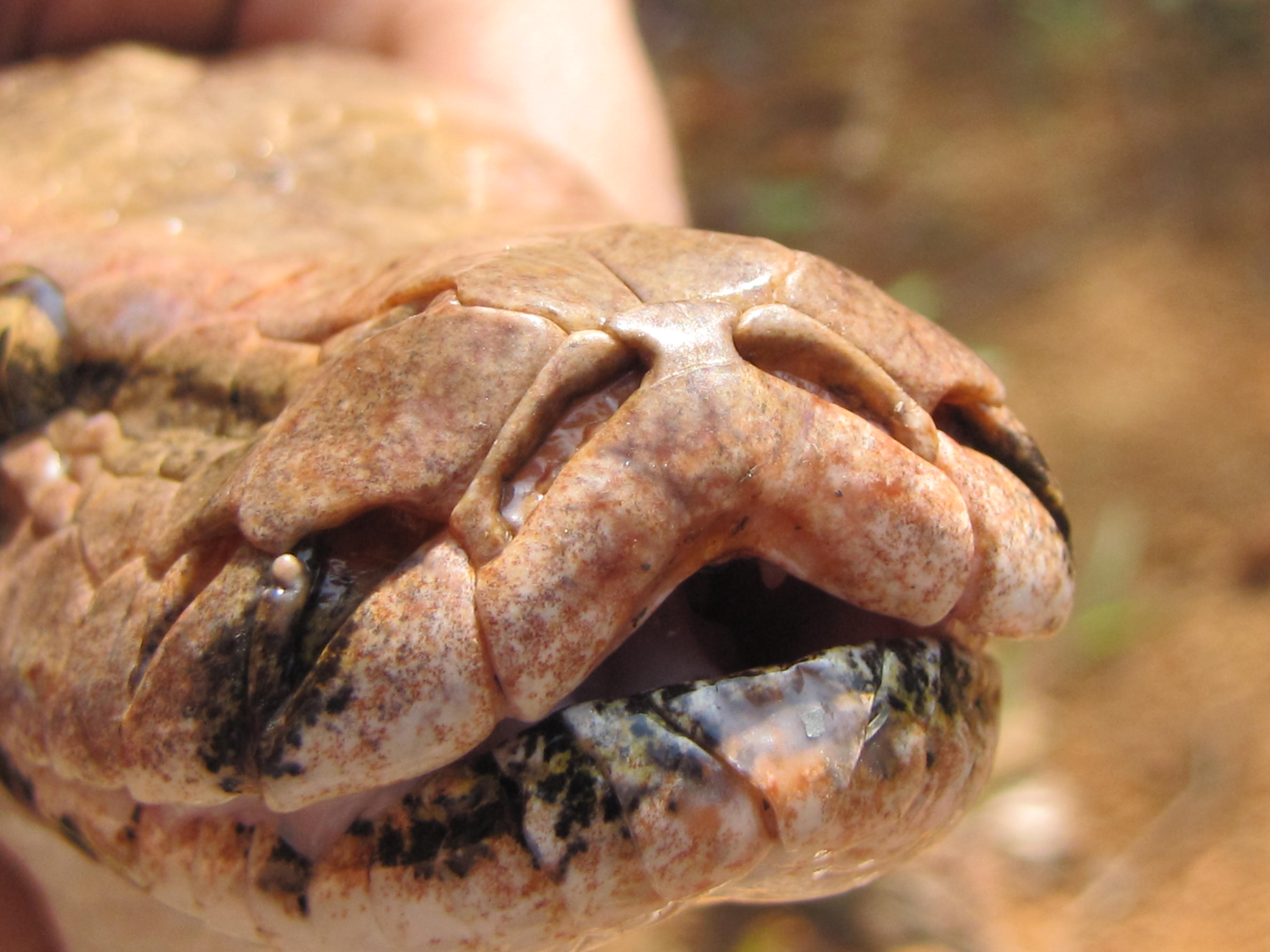
頭部のピット器官

インドニシキヘビの体色は白から黄色がかった色で、斑点模様の色は黄褐色から暗褐色まで様々である。地形や生息地によって異なり、西ガーツ山脈やアッサム州の丘陵林では体色が暗く、デカン高原や東ガーツ山脈では明るい。本種を含むニシキヘビは無毒である。
大陸の個体群は通常全長3 mほどに成長する。1990年にケオラデオ国立公園で行われた研究による値で、個体群の25％が全長2.7 - 3.3 mであった。そのうち2個体は、ほぼ3.6 mに達した。雌の方が大型化することが知られている。
ビルマニシキヘビとの混同、大きさの誇張、引き伸ばされた皮膚といった要因により、最大体長は不明である。パキスタンで採集された、公式に最長の標本は、全長4.6 m、体重52 kgであった。パキスタンでは、インドニシキヘビは一般的に全長2.4 - 3.0 mに達する。全長6 m近い記録もあるが、疑わしい。
ビルマニシキヘビとは、体側面にある斑点の中央に明るい部分が存在すること、頭の側面に赤みがかった色またはピンク色の明るい縞模様があること、頭部の斑点はぼやけること、上唇板が眼に接すること、通常は明るい茶色、赤茶色、黄茶色、灰茶色であること、湿地や草原に生息するビルマニシキヘビとは異なり、通常は乾燥した場所を好むことで見分けられる。

## 分布と生息地
ヒマラヤ山脈以南のインド亜大陸のほぼ全域に生息しており、ネパール南部、ブータン、スリランカ、パキスタン南東部、バングラデシュ、おそらくミャンマー北部にも分布する。草原、沼地、湿地、岩山、森林、渓谷など、様々な生息地に適応しているが、安定した水源を必要とする。哺乳類の放棄した巣穴、木の洞、密集した水葦、マングローブの茂みなどに隠れる。幼蛇時には樹上棲傾向が強いが、成長に伴いほぼ完全に地上棲となる。

## 生態
動きが遅く性質も狂暴でないため、刺激されても暴れることは稀。体をまっすぐに動かし、肋骨を使って移動する。大型個体は水中に留まることが多いが、通常は岸近くに留まる。

### 摂餌
インドニシキヘビは完全な肉食性で、哺乳類、鳥類、爬虫類、両生類を食べるが、特に哺乳類を好む。野生化ではシカを捕食し、ヤギなどの家畜を襲うこともあり、ヒョウを捕食した例もある。獲物を見つけると活動を開始し、尾を震わせながら前進し、口を開けて突進する。生きた獲物は締め付けて殺す。獲物に1周か2周巻き付いて動きを止める。獲物は呼吸できずに大人しくなり、その後頭から飲み込まれる。大きな獲物を食べた後は動こうとしない。無理やり動くと、獲物の硬い部分が体内を傷つける可能性がある。そのため、一部の個体は攻撃されると食事を吐き出す。大量に食べた後は数週間絶食することがあり、記録されている最長期間は2年である。顎の骨が繋がっていないため、自分の直径よりも大きな獲物を飲み込むことができる。鋸のような歯により、獲物を口から逃がさない。

### 繁殖
卵生で、雌は最大100個の卵を産み、孵化まで保護する。筋肉の収縮によって体温を周囲温度よりも高くし、卵を温める。孵化したばかりの幼蛇は全長45 - 60cmで、成長速度は速い。インドでは、放置された卵や孵化したばかりの幼蛇を育てるため、温度の制御されたチャンバーを使用した人工孵化法が開発された。

## 人間との関係
生息地の喪失、革製品目的の乱獲、保全活動の欠如により個体数が減少しており、2010年から2020年の10年間で個体数が約30％減少した可能性があるため、 IUCNのレッドリストでは近危急種に分類されている。2017年に発表された研究では、フロリダに外来種として侵入したビルマニシキヘビはインドニシキヘビとの雑種であることが示された。ワシントン条約の付属書Iに指定されており、国際取引が制限されているうえ、日本では動物愛護法により特定動物に指定されており、現状新規飼育は難しい。

## 画像

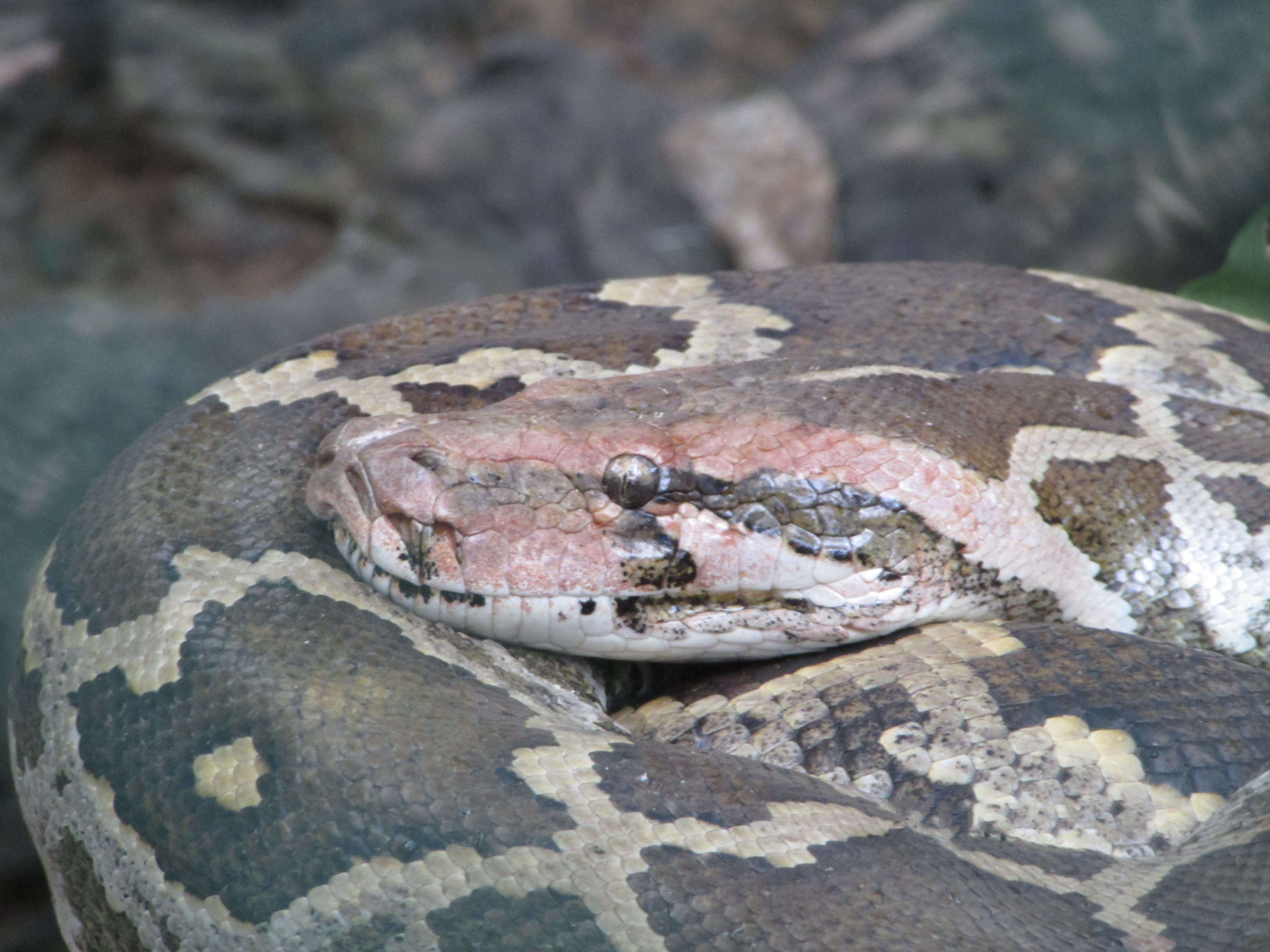
頭部
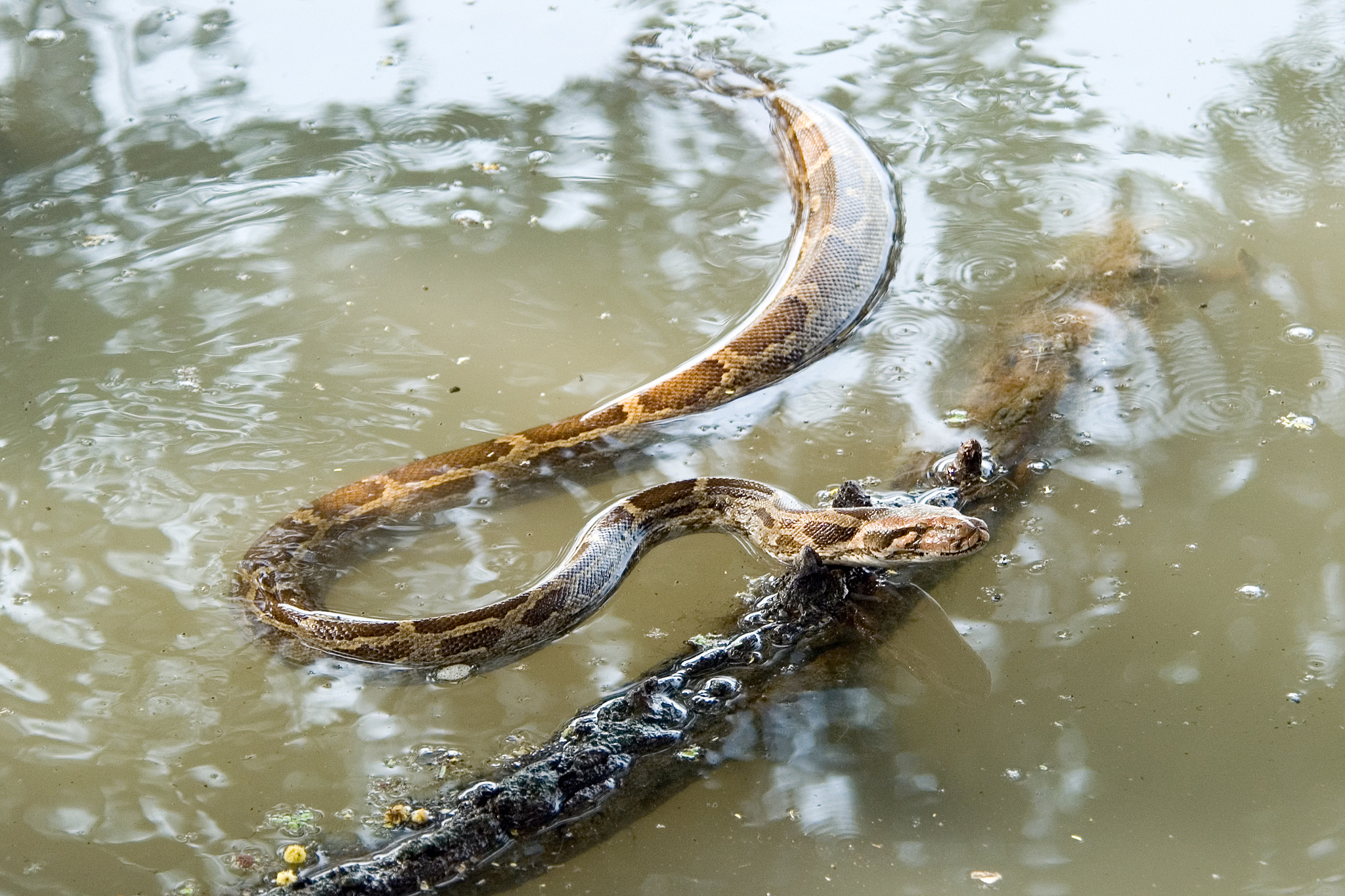
泳ぐ様子、ケオラデオ国立公園で撮影
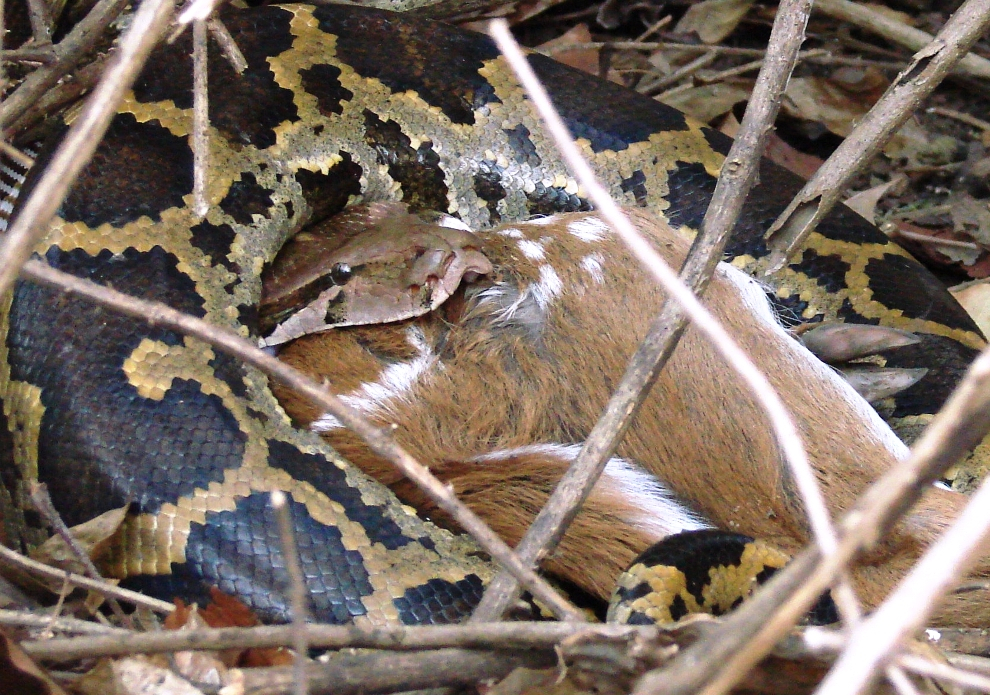
アクシスジカを飲み込む
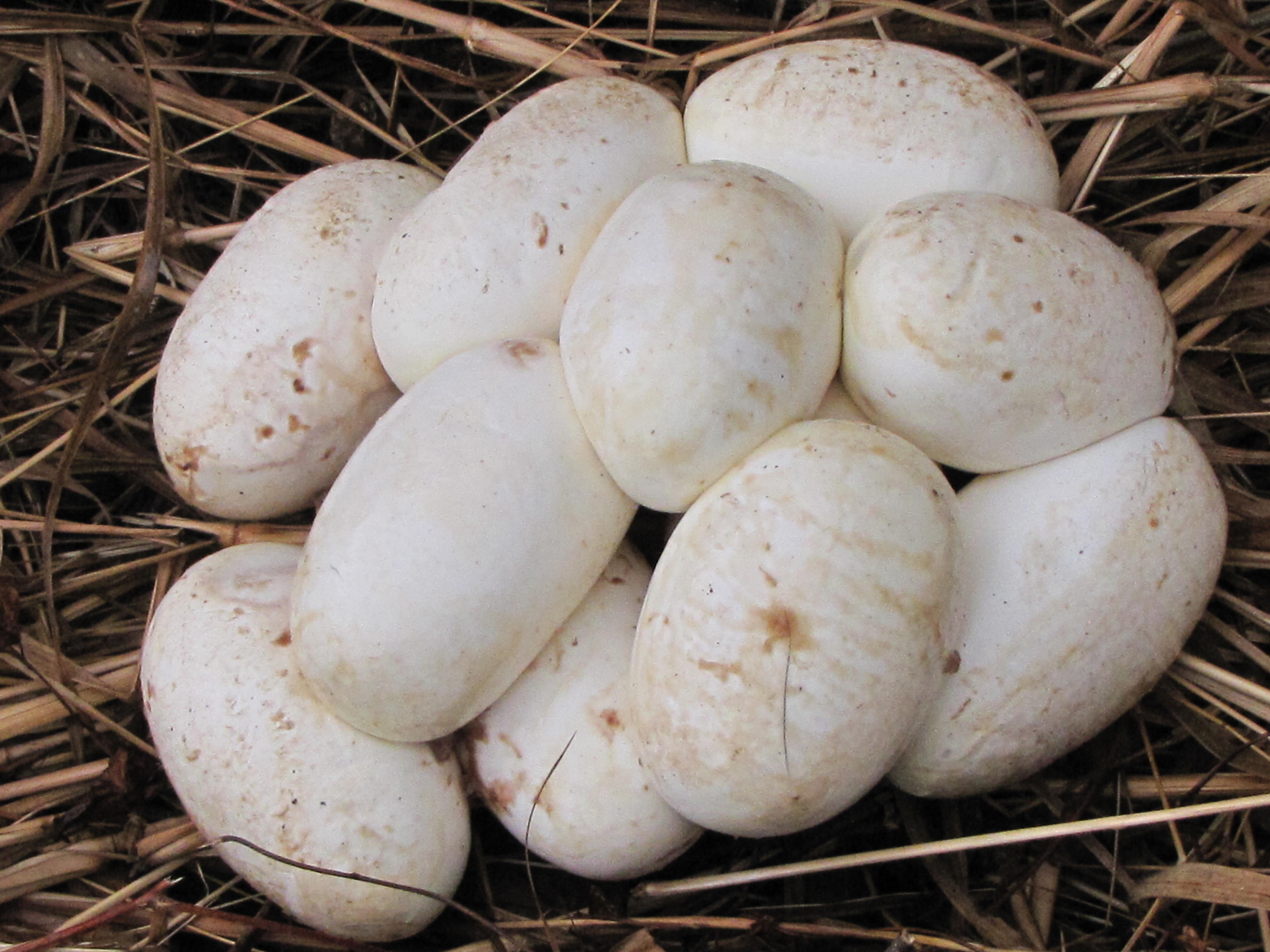
卵
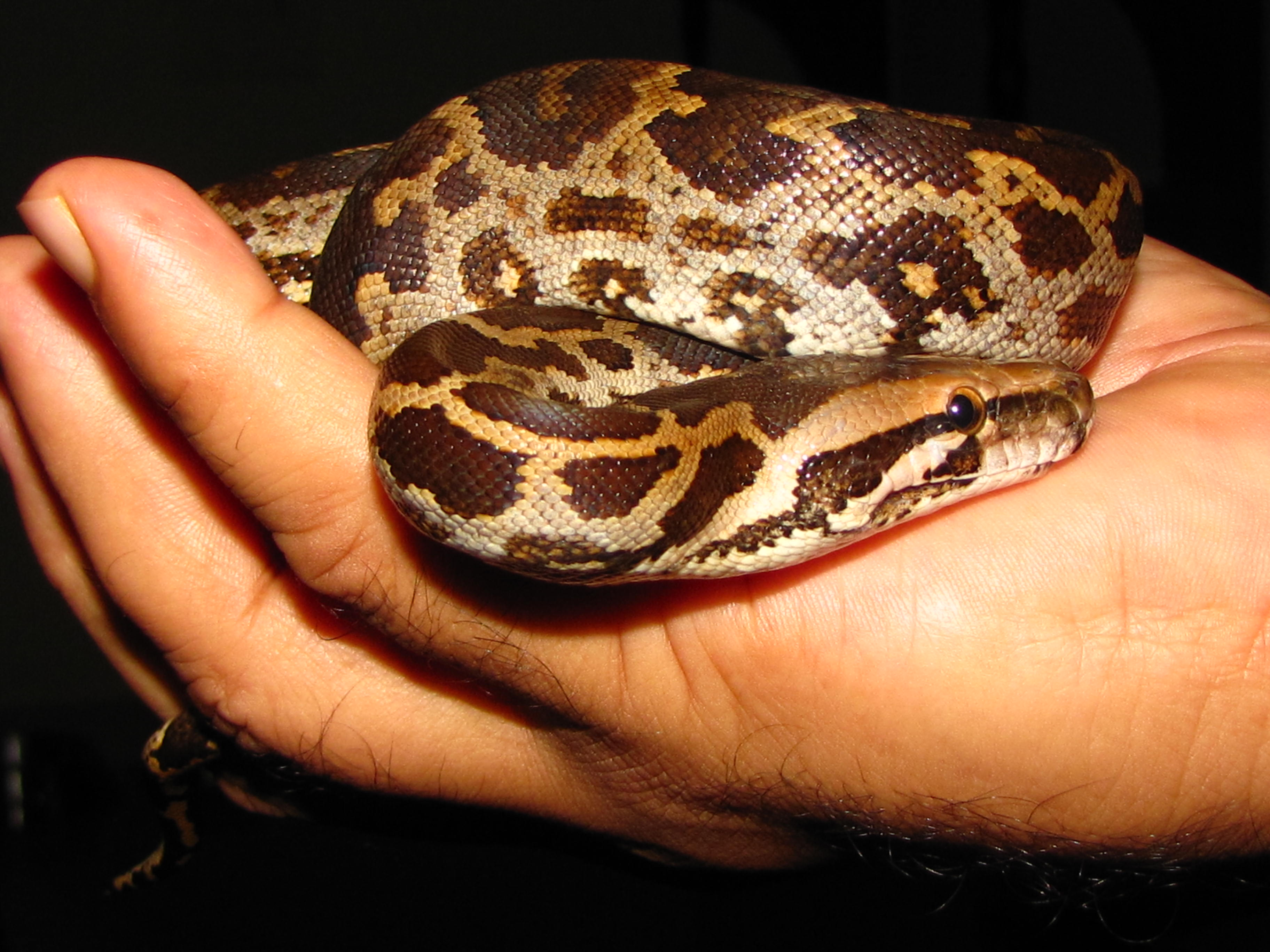
幼蛇